# Cheonho (métro de Séoul)
Cheonho (en coréen : 천호역) est une station de correspondance entre la ligne 5 et la ligne 8 du métro de Séoul. Elle est située dans l'arrondissement de Gangdong-gu à Séoul en Corée du Sud.
Mise en service, sur la ligne 5, en 1995, elle devient une station de correspondance avec la ligne 8 en 1999.

## Situation sur le réseau

Plan du réseau (2023)

Établie en souterrain, Cheonho est une station de correspondance entre la ligne ligne 5 et la ligne 8 : sur la ligne 5 elle est située sur la ligne principale entre la station Gwangnaru, en direction du terminus Banghwa, et la station Gangdong, en direction du terminus Hanam Geomdansan ; sur la ligne 8 elle est située après la station terminus nord Amsa et avant la station Mairie de Gangdong-gu, en direction de la station terminus sud Moran.

## Histoire
La station Cheonho de la ligne 5 est mise en service le 15 novembre 1995 lors de l'ouverture à l'exploitation de la section de Sangil-dong à Wangsimni. Elle devient une station de correspondance le 2 juillet 1999 lors de la mise en service de la section de Jamsil à Amsa de la ligne 8.

## Services aux voyageurs

### Ligne 5

Station ligne 5
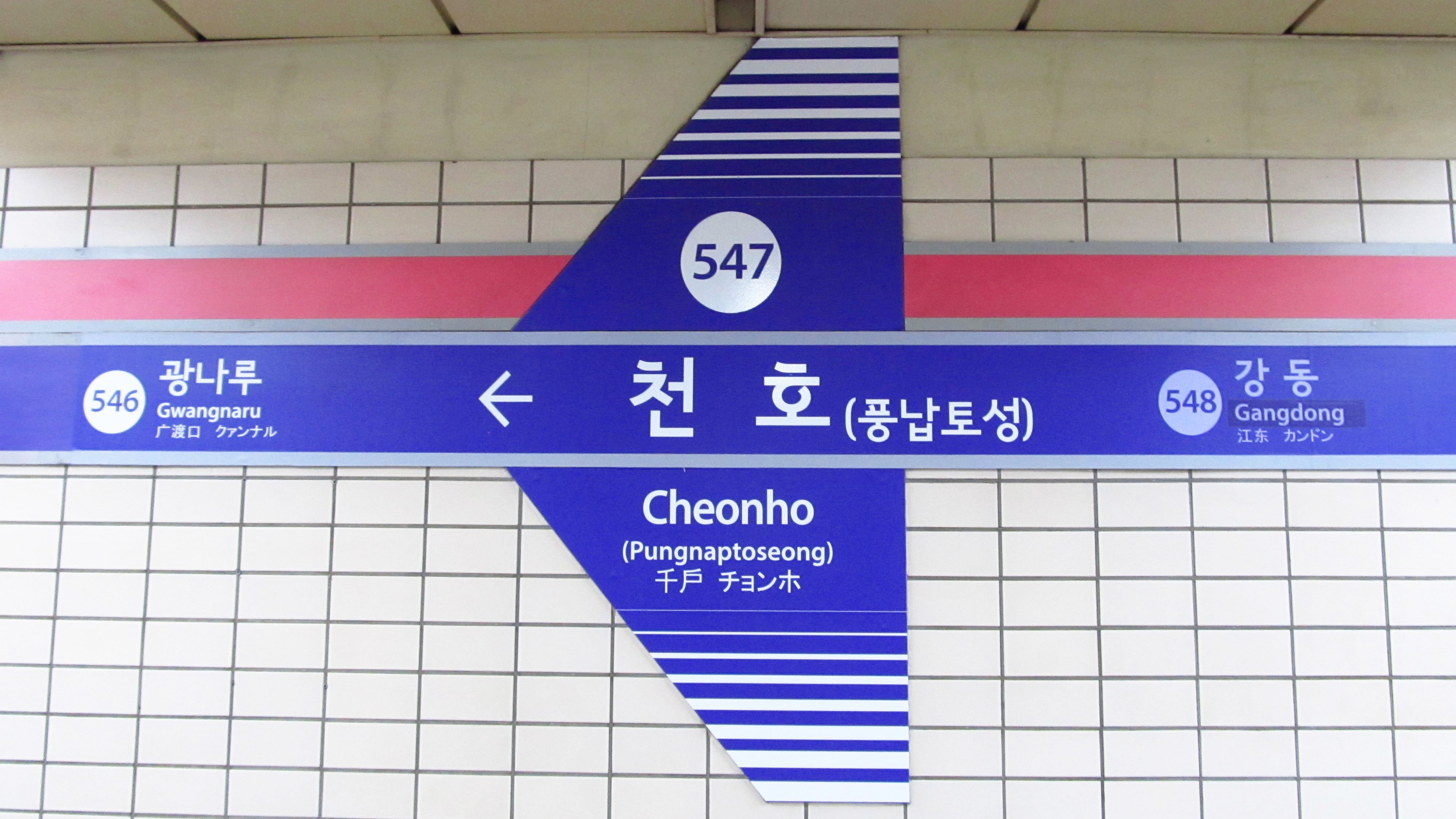
En 2018.
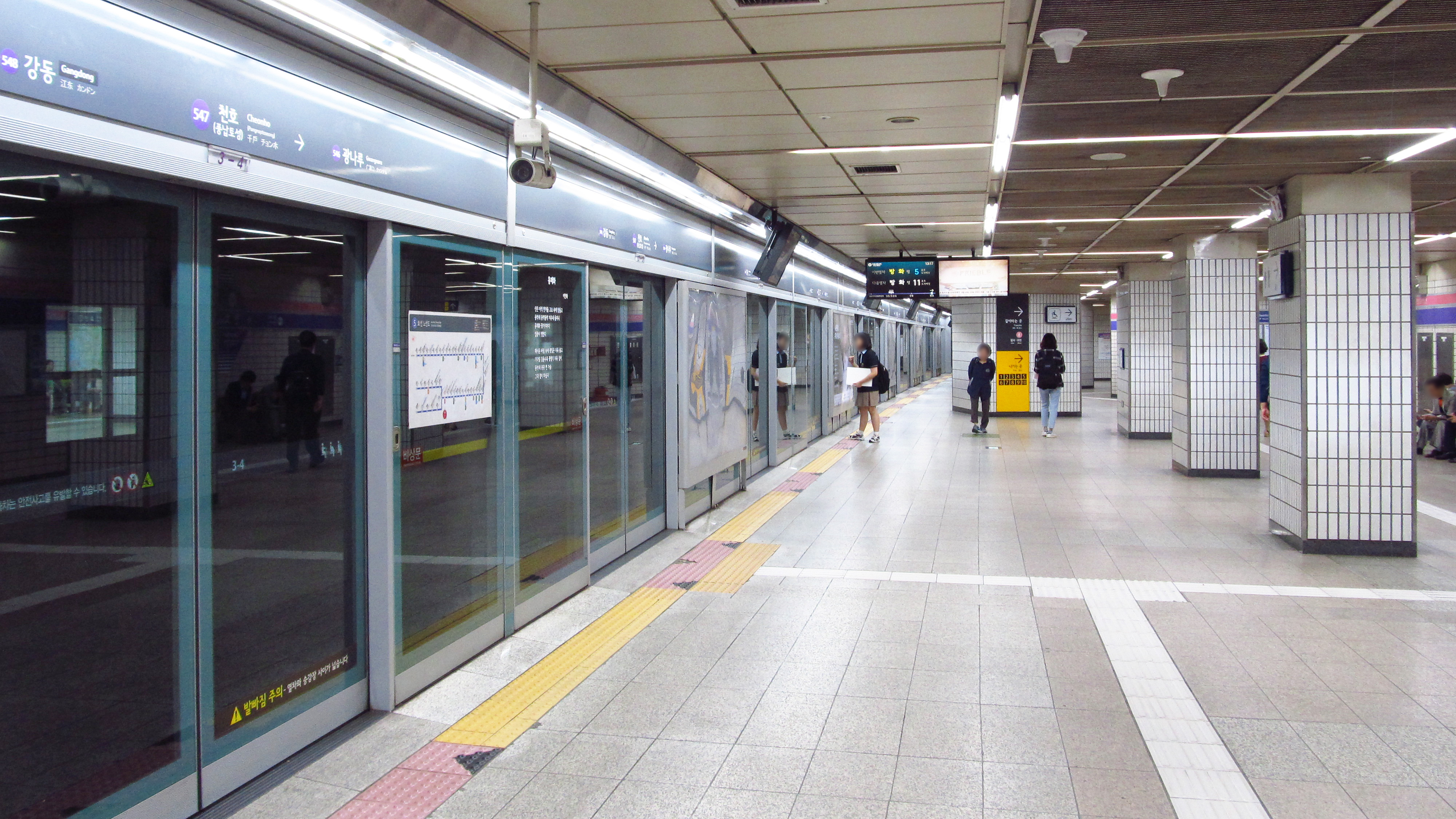
En 2018.

### Ligne 8

Station ligne 8
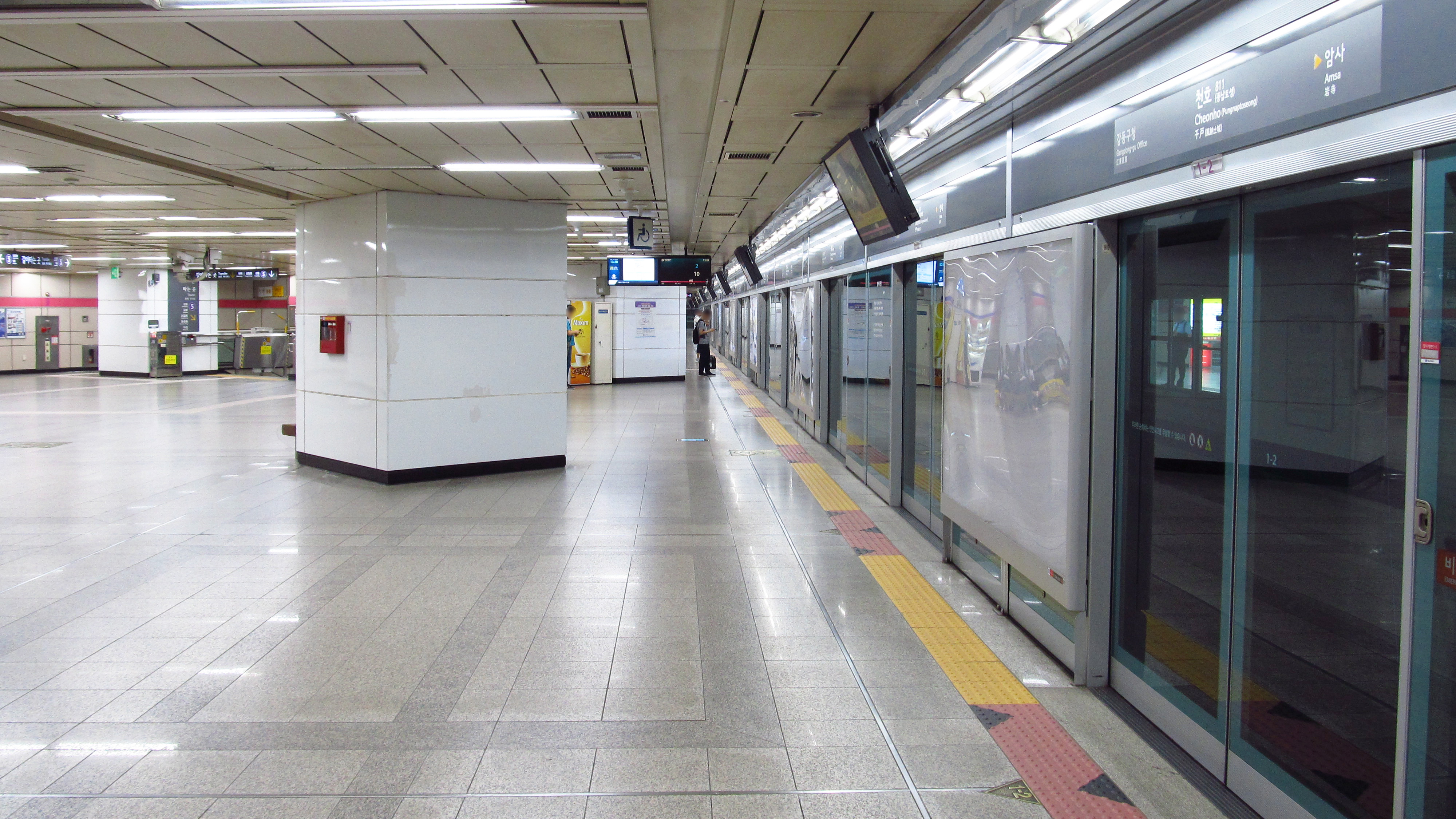
En 2018.
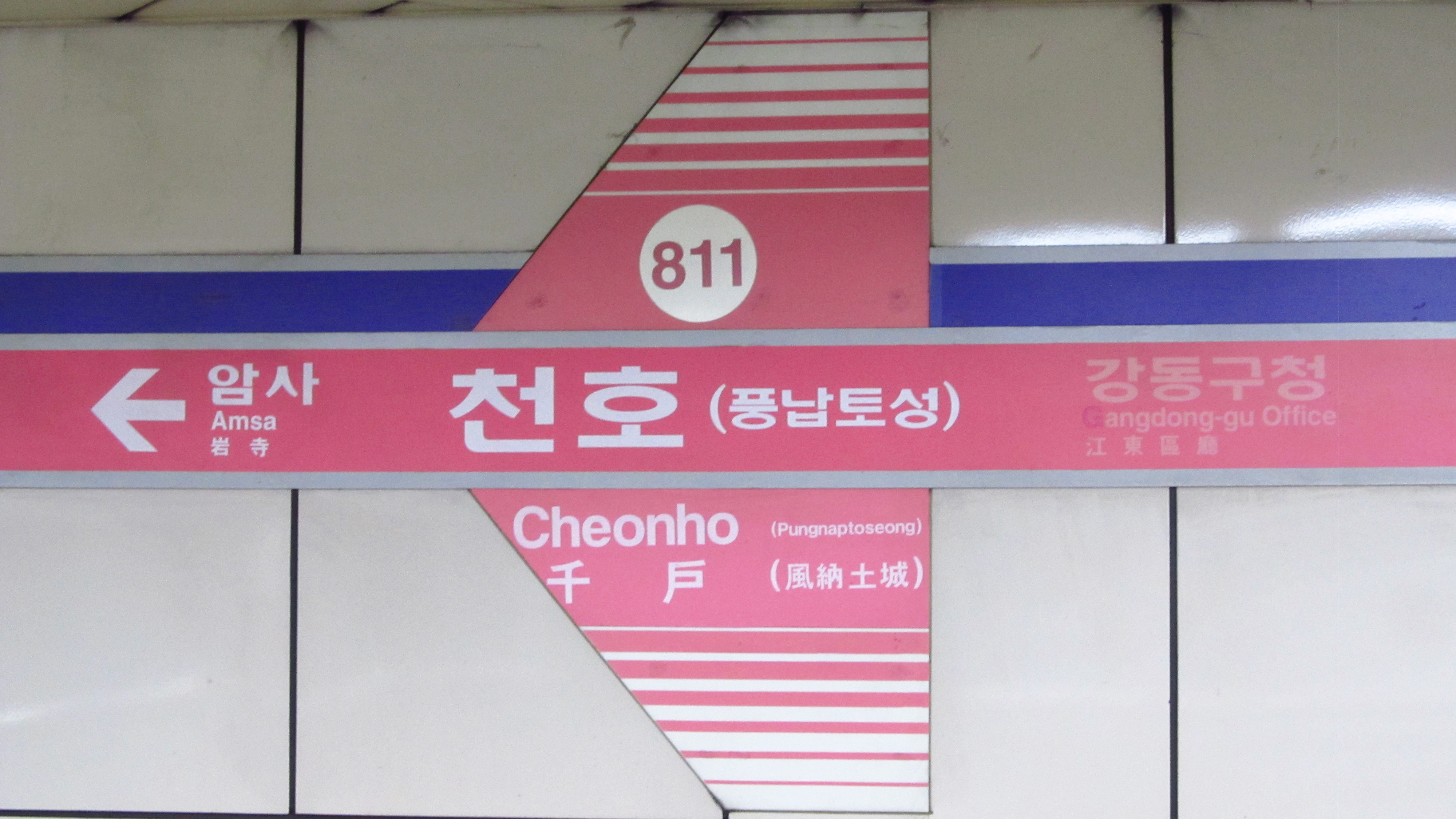
En 2018.